# Роза Димова
Роза Димова е българска скиорка, състезателка по ски бягане, участничка на зимните олимпийски игри в Скуо Вали през 1960 г., в Инсбрук през 1964 г. и в Гренобъл през 1968 г.

## Биография
Роза Димова е родена на 18 април 1936 г. в Дупница. Участва на зимните олимпийски игри в Скуо Вали (1960), Инсбрук (1964) и Гренобъл (1968). 
Резултати от Скуо Вали 1960
- 10 km: 22-ра от 24 участнички

Резултати от Инсбрук 1964
10 km: 22-ра от 35 участнички
Щафета 3 × 5 km: 5-о място от 8 щафети
Резултати от Гренобъл 1968
5 km: 33-та от 34 участнички
10 km: 29-а от 34 участнички
Отборът, участвал в щафетата в Инсбрук, състоящ се от Роза Димова, Кръстана Стоева и Надежда Василева е най-силният отбор в историята на ски бягането в България. 
На световното първенство по ски северни дисциплини в Осло през 1966 г. българската щафета, в която Димова участва, завършва шеста.
Роза Димова умира на 31 януари 2012 г.